# Berva-patak
A Berva-patak a Bükk-vidék délnyugati előterében ered, Eger városától északra, Heves vármegyében, mintegy 518 méteres tengerszint feletti magasságban. A patak forrásvidékétől kezdve déli, majd délnyugati irányban halad a Berva-völgyben, majd Eger Felnémet elnevezésű városrészétől keletre éri el a Tárkányi-patakot. A patak része az Eger–Laskó–Csincse-vízrendszernek és ezen belül az Eger-patak vízgyűjtő területéhez tartozik. Az egyetlen településrész, amelyen útja során keresztülfolyik, az Eger Berva Lakótelepi része. A patak esése a forrása és torkolata közt 328 méter.